# Bit FM Pamplona
Bit FM Pamplona, habitualmente denominada Bit FM, fue una emisora de radio de Pamplona (España) activa entre 2011 y 2020. Los estudios y sede se encontraban en la calle Río Alzania de la capital navarra y contaba con programación de carácter local las 24 horas del día que podía sintonizarse por internet y aplicaciones móviles para Android e iOs. También contaba con presencia en redes sociales como Facebook, Instagram o Twitter.

## Historia
Las emisiones regulares de Bit FM Pamplona comenzaron el 4 de abril de 2011. En su inicio el dial elegido era el 97.9 FM, cubriendo el Área metropolitana de Pamplona, ofreciendo una programación de marcado carácter local centrada en la música y las transmisiones deportivas tanto del Club Atlético Osasuna como de Basket Navarra. El 31 de marzo de 2014 la emisora anunció el traslado de frecuencia al 88.7 FM que mantuvo hasta el cese de emisiones en FM en mayo de 2020.
Conocida como "la radio de Pamplona" la emisora ofrecía información local durante toda su programación, con boletines informativos matinales desde las 6 de la mañana, prestando especial atención a los acontecimientos más importantes de la ciudad. En sucesivas temporadas se incorporaron comunicadores como Rudy Goroskieta quien, tras su paso por Popular FM, Cadena 100 y Onda Melodía, celebró los 25 años de emisión de su programa Rockefor. También Luis Martínez Vallés con su programa Luces en el Horizonte, un espacio dedicado a música, libros y cine con varios premios en su haber como podcast, se incorporó a la parrilla de la emisora tras su paso por Trak FM Pamplona. Los diferentes programas que integraban la programación también se alojaban, además de en la página web oficial, en plataformas de podcasting.
El 11 de junio de 2016, con motivo del quinto aniversario de las emisiones, Bit FM realizó una fiesta aniversario en la Sala Totem de Villava con presencia del equipo y responsables de los programas.
Para el inicio de la sexta temporada, en otoño de 2016, se renovó el diseño de la emisora. El 5 de diciembre del mismo año la emisora sufrió un robo en el sistema emisor desde el que transmitía su señal obligando a la suspensión de las emisiones en frecuencia modulada (no así en las aplicaciones móviles o por internet). Al poco tiempo se subsanó la incidencia retomando las emisiones con normalidad.
El 4 de mayo de 2020 Andrea Delgado, directora de la emisora, anunció mediante un comunicado el cese de las emisiones a través de Frecuencia Modulada. La carencia de una licencia oficial de emisión, lo que impedía la obtención de recursos económicos a través de convocatorias públicas, motivaba que la emisora se financiara únicamente a través de sus patrocinadores y anunciantes. El descenso de apoyo por parte de las empresas, principalmente por motivo de la crisis del COVID-19, fue el motivo aducido para el cierre de las emisiones en FM. Sin embargo su directora anunció que la emisora seguiría su emisión por internet y también lanzaron un nuevo portal de podcast digital, llamado Hoynavarra.es, donde seguirían alojando sus contenidos. En 2025 se comprobó que ambos proyectos cesaron.

## Programación
Durante su etapa en emisión a través de FM la parrilla de programación se vertebraba en torno a programas de amplia duración tanto entre semana como en el fin de semana. El resto del horario se completaba con la emisión automatizada de radiofórmula musical, bajo la denominación «Bit te sienta bien», que es el formato que se transmite a través de internet y las aplicaciones móviles oficiales de la emisora.
La última parrilla de emisión, correspondiente a la temporada 2019-2020, incluía los siguientes espacios en emisión de lunes a viernes:
- Buenos días Mordor: de 06 a 12h. dirigido por Diego Domingo
- Bit Te sienta Bien: de 12 a 14h. con Amaia Otazu
- Bit Sport: de 14 a 15h. y de 20 a 21h. dirigido por Andrea Delgado y Amaia Otazu
- Tertulia de Osasuna: de 21 a 00h. (lunes) dirigido por Andrea Delgado
- Kantxa Pelotazale: de 19 a 20h. (martes) con Patxi Roldán y Roberto Yániz
- Directo Basket Navarra: en el horario del partido de Basket Navarra dirigido por Andoni Moriano

Los fines de semana se emitían los siguientes programas:
- Los 31 de Bit FM: sábados de 11 a 14h. dirigido por Andrea Delgado
- Las Cañas de Bit FM: domingos de 11 a 12 horas. Dirigido por Julen Sesma y Cristian Ruiz
- Directo Osasuna: en el horario del partido de Osasuna de cada semana
- Luces en el Horizonte: domingos de 22 a 00h. dirigido por Luis Martínez Vallés